# رود بريدلوف
رود بريدلوف (بالإنجليزية: Rod Breedlove)‏ هو لاعب كرة قدم أمريكية أمريكي، ولد في 10 مارس 1938 في كمبرلاند في الولايات المتحدة.

## وصلات خارجية
- رود بريدلوف على موقع مرجع كرة القدم المحترفة.كوم (الإنجليزية)